# Eltham Palace

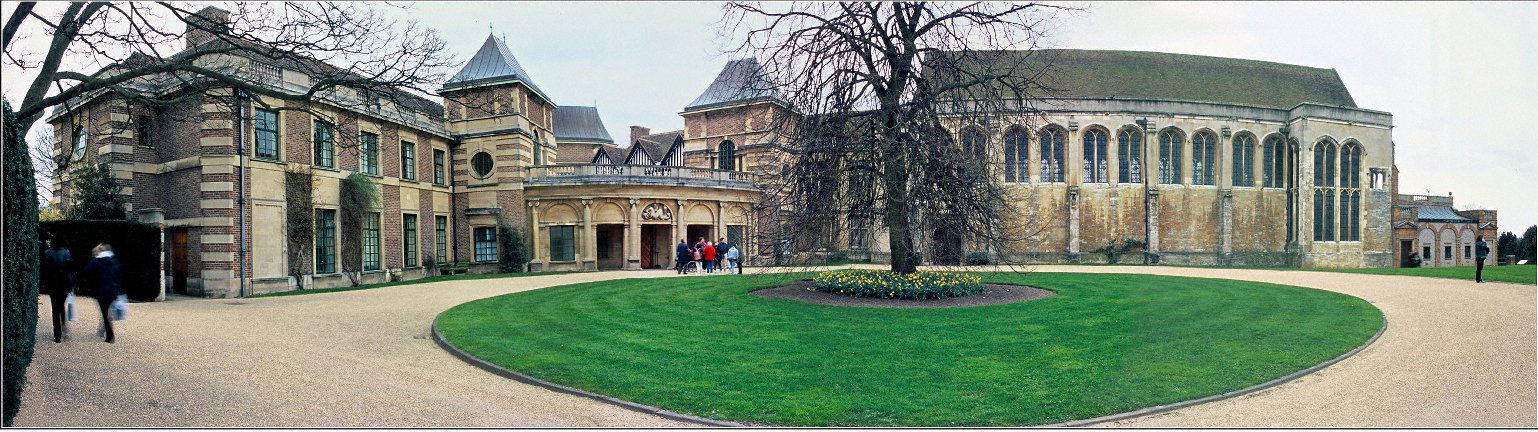
Nordansicht von Eltham Palace

Eltham Palace ist ein Herrenhaus im Londoner Stadtteil Eltham im Royal Borough of Greenwich. Es gehört zu den derzeit nicht bewohnten königlichen Residenzen und ist Besitz des Crown Estate. 2019 wurde Eltham Palace von rund 134.000 Personen besucht. 2024 betrug die Besucherzahl etwa 108.000 Personen.
Seit 1995 wird Eltham Palace von English Heritage verwaltet. Die Organisation machte es nach entsprechenden Renovierungsarbeiten und einer weitgehenden Rekonstruktion des Parks 1999 der Öffentlichkeit zugänglich. Die Innenausstattung im Art-déco-Stil gilt als ein Meisterstück moderner Innenraumgestaltung. English Heritage bezeichnet das Anwesen als eines der führenden Spukschlösser Englands, so soll der Geist eines ehemaligen Dieners nächtens Schlossführungen veranstalten.

## Geschichte des Hauses vom 13. Jahrhundert bis 1900

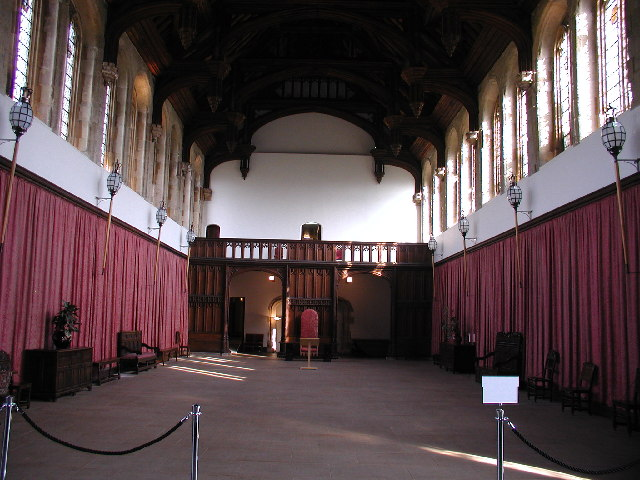
Die Große Halle gehört noch zur Bausubstanz des historischen Eltham Palace

Der spätere Palast war ursprünglich ein befestigtes Gut der Familie Clare, das im 13. Jahrhundert an die Krone fiel. Sowohl König Heinrich III. wie auch sein Sohn Eduard I. besuchten das Gut, ehe Eduard I. es 1278 als Lehen an John de Vescy gab. 1295 erbte William de Vescy das Gut, der es im gleichen Jahr an Bischof Antony Bek von Durham verkaufte. Bek ließ das Anwesen erweitern und südlich davon einen Jagdpark anlegen. Er starb 1311 in Eltham, doch er hatte zuvor bestimmt, dass Eltham nach seinem Tod wieder an die Krone fiel. König Eduard II. übergab den Palast seiner Frau Isabelle de France. Eltham wurde eine ihrer Lieblingsresidenzen. Der Palast blieb im Besitz der Krone und diente den englischen Königen bis ins 16. Jahrhundert als Residenz. König Edward III. stiftete dort im Jahr 1348 den Hosenbandorden.
Ab den 1630er Jahren wurde das Haus nicht mehr dauerhaft von der königlichen Familie bewohnt, da sich nach dem großzügigen Um- und Ausbau von Greenwich Palace, der durch seine Lage an der Themse überdies eine bessere Anbindung an die Wasserstraßen bot, das höfische Leben nach dort verlagert hatte. Eltham Palace mit seinen drei Parks – dem Great Park (2,4 km²), dem Little oder Middle Park, (1,3 km²) und dem Home Park, auch Lee Park genannt (1,4 km²) – und ihrem reichen Wildbestand wurde ab diesem Zeitpunkt als Jagdschloss genutzt. Die Tudor-Könige pflegten ihre Weihnachtsfeiertage dort zu verbringen. Auch wurde eine Suite zeitweilig dem Hofmaler Anthonis van Dyck als Landsitz zur Verfügung gestellt.
Während des Englischen Bürgerkrieges büßten die Parks sowohl ihren Baum- wie auch ihren Wildbestand ein. Der Architekt und Gartengestalter John Evelyn schrieb im April 1656: „Wir fuhren zum Haus seiner Majestät nach Eltham; sowohl der Palast als auch die Kapelle sind nur noch Ruinen, die edlen Wälder und Parks zerstört von Nathaniel Rich“ (Anm.: Offizier in Oliver Cromwells New Model Army).
Charles II. überließ das nunmehr auf die Große Halle (englisch Great Hall) und Nebengebäude sowie eine Brücke und Reste der Umfriedungsmauern reduzierte Anwesen 1663 dem Politiker und späteren Baronet, of Eltham, John Shaw (um 1615–1680), der umfangreiche Bauarbeiten vornahm und dessen Nachfahren Eltham bis 1893 bewohnten.

## Der heutige Eltham Palace, erbaut und ausgestaltet in den 1930er Jahren

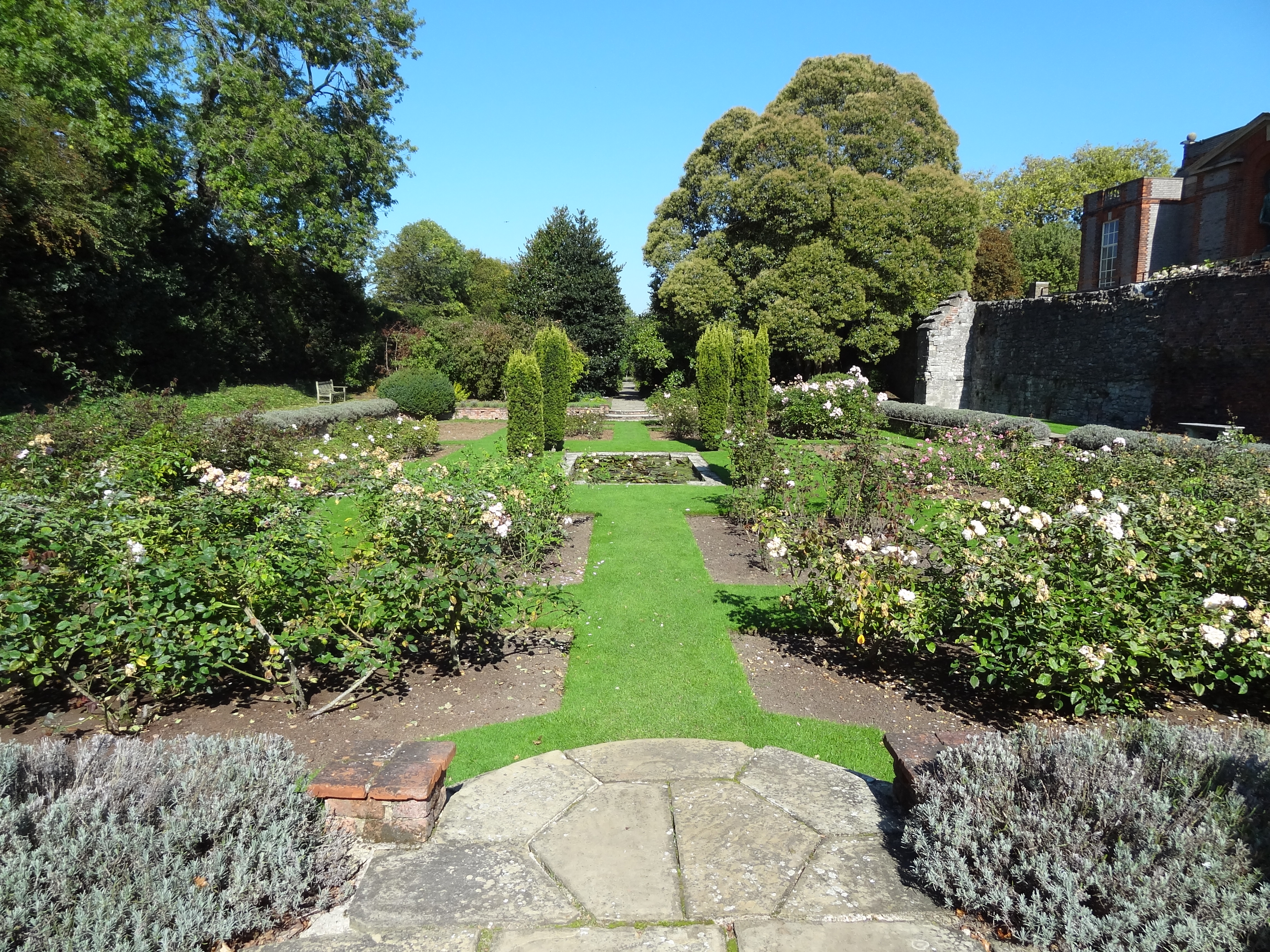
Der Garten

1933 wurde das Anwesen von Stephen Courtauld, dem jüngeren Bruder des Industriellen und Kunstmäzens Samuel Courtauld, gepachtet. Auf seine Veranlassung wurde das Haus in seiner heutigen Form erbaut und im Art-déco-Stil ausgestattet. Die Eingangshalle mit ihrer Lichtkuppel und den Vertäfelungen in Australischer Kastanie mit Intarsienarbeiten wurde von dem schwedischen Innenarchitekten Rolf Engströmer gestaltet. Die alte Great Hall mit ihrem Hammerbalken-Gewölbe – dem drittgrößten dieser Art auf den britischen Inseln – wurde dabei in die Bausubstanz integriert.
Im ebenfalls neu gestalteten Garten sind Überreste der Grundmauern älterer Gebäude zu sehen, ebenso stammt die Brücke über den Wassergraben aus noch älterer Zeit.
Bei einem Bombenangriff wurde im Jahr 1944 das Dach der Great Hall schwer beschädigt. Die Familie Courtauld verließ Eltham Palace 1944. Von 1945 bis 1992 wurde das Anwesen vom Royal Army Educational Corps genutzt.

## Eltham Palace als Filmkulisse
Eltham Palace ist eine beliebte Filmkulisse vor allem für Filme, die in den 1930er bis 1950er Jahren spielen. Auch in Deutschland bekannt sind Tod auf dem Nil nach Agatha Christie,  Wiedersehen mit Brideshead, Churchill – The Gathering Storm, Verbrechen verführt, Revolver und die Fernsehserie Hustle – Unehrlich währt am längsten.